# Pteroceras cladostachyum
Pteroceras cladostachyum là một loài thực vật có hoa trong họ Lan. Loài này được (Hook.f.) H.A.Pedersen miêu tả khoa học đầu tiên năm 1992.